# Pucakwangi (Pagerruyung)
Pucakwangi is een bestuurslaag in het regentschap Kendal van de provincie Midden-Java, Indonesië. Pucakwangi telt 2717 inwoners (volkstelling 2010).